# Schizonycha damarina
Schizonycha damarina är en skalbaggsart som beskrevs av Louis Albert Péringuey 1908. Schizonycha damarina ingår i släktet Schizonycha och familjen Melolonthidae. Inga underarter finns listade i Catalogue of Life.